# اجویر
اجویر یک سکونتگاه مسکونی در موریتانی است که در Trarza واقع شده‌است.

## خصوصیات
اجویر ۴٬۴۱۳ نفر جمعیت دارد.